# Карачай (озеро)
Карача́й — засыпанное озеро в Челябинской области России. С октября 1951 года используется для хранения радиоактивных отходов ПО «Маяк». С 1986 года велись работы по засыпке водоёма. 26 ноября 2015 года работы по консервации озера объявлены завершёнными.

## Проблемы озера
За время эксплуатации в озере скопилось около 150 млн кюри (эквивалентно 6 Чернобылям) долгоживущих радионуклидов (в частности цезий-137 и стронций-90), площадь озера составляла 26 гектаров. Потенциальная опасность водоёма заключалась в возможности поступления радиоактивных аэрозолей в атмосферу при аномальных метеорологических условиях (смерч) и в загрязнении подземных вод. Согласно расчётам Института проблем безопасного развития атомной энергетики РАН в случае разноса пыли, содержащей радионуклиды, в зоне заражения оказались бы территории Челябинской, Томской, Свердловской областей и Красноярского края, при этом от радиационного поражения погибло бы до 20 000 человек.
Изменение метеорологических условий (превышение количества атмосферных осадков над испарением), начиная с середины 1980-х годов, вызвало повышение уровня водоёма, поэтому работы были приостановлены. Потребовалась разработка новых решений по консервации водоёма с учётом изменившихся метеорологических условий. Было выявлено, что рост уровня воды в основном вызван инфильтрацией и поверхностным водостоком с засыпанной части озера. Был выполнен базовый прогнозный расчёт изменения уровня воды в озере, а также проведен анализ возможных технических мероприятий по стабилизации и снижению её уровня. Таковыми были признаны гидроизоляция закрытой части водоёма, сооружение водоотводного нагорного канала и водоотводной канавы. В результате реализации этих решений в 2005—2007 годах площадь озера сократилась с 11,6 га до 7,8 га. По прогнозу 2011 года полное закрытие водоёма с учётом выполненных подготовительных работ должно было занять один-два года после пуска в эксплуатацию комплекса по переработке РАО средней активности на ФГУП «ПО „Маяк“».
Последний квадратный метр на водоёме засыпан 26 ноября 2015 года. На реализацию проекта выделили около 17 миллиардов рублей. Водоём был полностью закрыт скальным грунтом и бетонными блоками. Позже дополнительно соорудят несколько гидроизолирующих слоёв. Будет производиться постоянный мониторинг состояния геологической среды вокруг этого объекта.
Также велись работы по всему Теченскому каскаду водоёмов в рамках федеральной целевой программы «Обеспечение ядерной и радиационной безопасности на 2008 год и на период до 2015 года».